# 阿爾弗雷多·諾布雷·達科斯塔
阿爾弗雷多·若熱·諾布雷·達科斯塔（葡萄牙語：Alfredo Jorge Nobre da Costa，1923年9月10日—1996年2月4日），葡萄牙政治家，通常称为諾布雷·達科斯塔（Nobre da Costa，葡萄牙語發音：[ˈnɔbɾ(ɨ) dɐ ˈkɔʃtɐ]），曾任葡萄牙總理。
父亲阿尔弗雷多·恩里克·安德森·达科斯塔（生于1893年11月4日）具有多国血统（果阿、意大利、法国和/或加泰罗尼亚、丹麦和葡萄牙血统），母亲玛丽亚·海伦娜·诺布雷。
他毕业于特克尼科高级研究院（Instituto Superior Técnico）。
温和独立的中间偏左的政治家，1978年短暂组阁，内阁由无党派人士组成，2个多月未能赢得议会的多数后辞职。
1951年5月5日与玛利亚·达伽马（Maria de Lourdes de Carvalho e Cunha Fortes da Gama）结婚，有一个女儿维拉·玛丽亚（Vera Maria Nobre da Costa，生于1952年2月5日）。